# Francisco Álvarez-Cascos
Francisco Álvarez-Cascos Fernández (Madrid, 1 de octubre de 1947) es un político e ingeniero civil español. Residente en Gijón, Asturias, tuvo un papel destacado en el Partido Popular de los 1980 y 1990, siendo vicepresidente del Gobierno de España entre 1996 y 2000. En ese tiempo fue también ministro de Presidencia y de 2000 a 2004 ocupó la cartera del ministerio de Fomento, siendo presidente José María Aznar. En 2011 abandonó el Partido Popular y fundó una escisión del mismo en Asturias: Foro Asturias de Ciudadanos (FAC). Gracias a este partido logró ser elegido presidente del Principado de Asturias, si bien tuvo que adelantar elecciones y perdió la presidencia en 2012. Fue presidente de Foro hasta su renuncia en 2015 y continuó como militante hasta su expulsión en 2020. 

## Vida privada
Nació en 1947 en Madrid. Su familia era de origen asturiano, del municipio de Valdés. En 1954 se trasladan a Gijón, donde transcurrió su infancia y juventud. Estudió en el Colegio del Corazón de María, donde jugó al balonmano antes de incorporarse al equipo de ese deporte que entonces tenía el Real Sporting de Gijón y en el que jugó hasta 1967. En 1964 comienza a cursar estudios universitarios en la Escuela de Minas de Oviedo, aunque no los concluye y en 1967 se traslada a la E. T. S. I. Caminos, Canales y Puertos de la Universidad Politécnica de Madrid. Durante estos años residió en el Colegio Mayor Alcalá.
Ingeniero y doctor en la Ingeniería de Caminos, Canales y Puertos. Su vida profesional en la ingeniería ha sido corta. Colaboró en un estudio de arquitectura y fue gerente de una asociación profesional de arquitectos antes de llegar a la actividad política a fines de los 1970. Es empresario vinculado al sector inmobiliario y de la construcción.
Es jovellanista declarado y suele introducir alguna cita del ilustrado gijonés en sus discursos más importantes. Colaboró con la emisora Radio Minuto en la transmisión de corridas de toros celebradas en el coso gijonés de El Bibio entre 1984 y 1987. Además, en 2009 fundó el diario El hormiguero, también conocido como "El periódico dependiente solo de Asturias", en que se analizan temas relevantes para la ciudadanía asturiana en contraposición a La Nueva España, cuya línea editorial se oponía a Álvarez-Cascos. Colecciona obras de arte y ha publicado seis libros (Testimonios de una crisis, Discursos Políticos, Rasgos y riesgos del desencanto astur, Los parlamentarios asturianos en el reinado de Fernando VII, Europa, asignatura pendiente y Gobernanza a tres turnos) además de artículos en prensa e intervenciones.
Es aficionado a la caza, así como a la pesca del salmón, habiendo atribuido como suyo el "campanu" en dos ocasiones.

### Matrimonios
A pesar de ser de los diputados que más en contra se declaró en el Congreso de los Diputados sobre la Ley del Divorcio en 1981, Álvarez-Cascos se ha casado y divorciado en tres ocasiones.
Su primer matrimonio se celebró en 1971 con Elisa Fernández-Escandón Ortiz, con la que tuvo cuatro hijos. En 1996 conocería en un mitin a Gema Ruiz, con la que se casó el 19 de octubre del mismo año en el Alcázar de los Reyes Cristianos de Córdoba. Manuel Fraga se negó a acudir al ser una boda civil y en segundas nupcias. Fueron testigos de honor José María Aznar y Ana Botella. Entre ellos había una diferencia de edad de 28 años y tuvieron dos hijos: Alfonso (1999), alto cargo de Nuevas Generaciones desde 2021, e Íñigo (2001). Se divorciaron en diciembre de 2003.
En enero de 2006 contrajo matrimonio en terceras nupcias con la galerista María de la Hoz Porto Sánchez, aunque confirmaron su divorcio en 2019.

## Carrera política

### Inicios en Asturias
En 1976, se afilió a Reforma Democrática, que posteriormente se integraría en Alianza Popular, ambos partidos políticos de derechas y liderados por Manuel Fraga. Concurrió en las listas de Coalición Democrática por Asturias en las elecciones generales de marzo de 1979, aunque no consigue escaño.
En las elecciones municipales de abril de 1979 fue cabeza de lista de Coalición Democrática y conseguiría ser concejal y portavoz del Grupo Municipal Popular en el Ayuntamiento de Gijón. Sería elegido concejal de nuevo en 1983. También fue miembro del ente pre-autonómico asturiano, el Consejo Regional de Asturias.
En las elecciones generales de 1982 fue elegido senador por Asturias, teniendo importantes responsabilidades dentro de su Grupo Parlamentario. Este cargo lo simultaneó con el de portavoz del Partido Popular en la Junta General del Principado de Asturias desde el 8 de mayo de 1983. 
En las elecciones generales de junio de 1986 encabezó la lista al Congreso por Asturias de Coalición Popular y resultaría elegido diputado, por lo que dimitió como concejal y diputado regional. Repite el cargo en las elecciones generales de 1989 (IV legislatura), 1993 (V legislatura), 1996 (VI legislatura) y 2000 (VII legislatura).

### Secretario general del Partido Popular (1989-1999)
En el IX Congreso Nacional de Alianza Popular (1989), la formación se refunda y se convierte en el Partido Popular. Álvarez-Cascos fue elegido en dicho congreso secretario general del Partido Popular, siendo confirmado en su cargo por los siguientes tres congresos nacionales del PP que tuvieron lugar en Sevilla (1990) y Madrid (1993 y 1996). En 1999 dimite disconforme con la situación moderada-centrista del partido. Le sucedería Javier Arenas.

### Ministro del Gobierno de España (1996-2004)

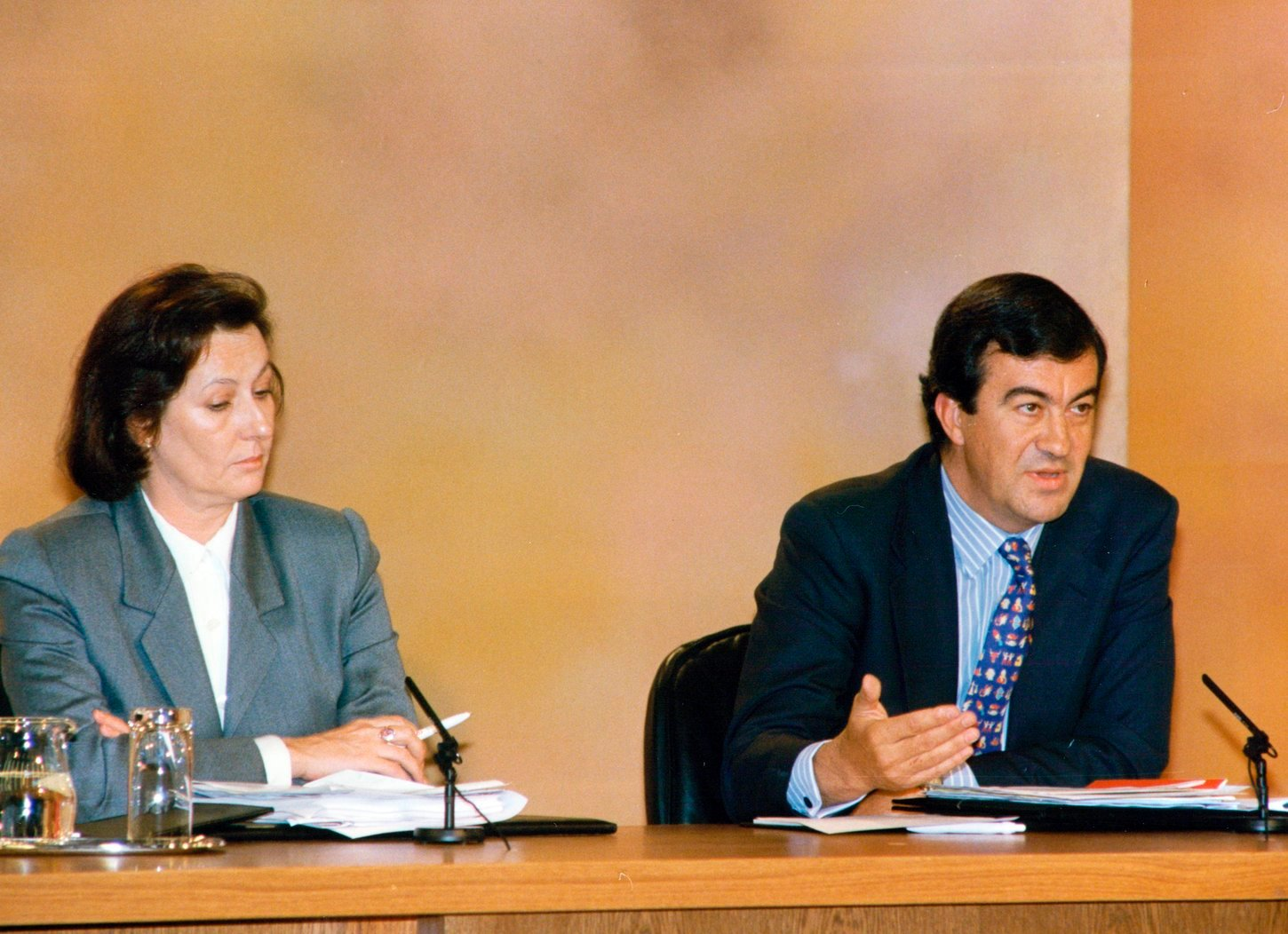
Fotografiado en 1996 junto con Margarita Mariscal de Gante.

José María Aznar gana las elecciones de 1996 y forma su primer gobierno (1996-2000). Álvarez-Cascos fue su vicepresidente primero y ministro de la Presidencia. Revalidado el triunfo en el año 2000, Álvarez-Cascos sería ministro de Fomento en el segundo gobierno de Aznar (2000-2004).
Durante su mandato en el ministerio de Fomento se redactó el Plan de infraestructuras 2000-2007, que impulsó de sobremanera la alta velocidad ferroviaria en España. Así mismo, «apadrinó» al proyecto del Metrotrén en Gijón.
Durante la crisis por el naufragio del Prestige en noviembre de 2002 no abandonó la cacería en la que participaba a pesar de presidir el ministerio responsable de su control. La mala gestión general del suceso por parte del gobierno le costaría factura en su reputación y opinión pública. Abandonaría la política en 2004.

### Disconformidades con el PP (2005-2010)

#### Traslado de la ficha de militante (2005)
A principios de 2005, Álvarez-Cascos trasladó su ficha de militante del PP de Gijón al PP de Madrid por su desacuerdo con la Junta Local del PP de Gijón y su presidenta, quien habría atribuido responsabilidades políticas de los atentados del 11-M a miembros del Gobierno de José María Aznar y, en concreto, a su Delegación en Asturias.

#### Aparición en actos del PP
En el transcurso de la campaña electoral de las Municipales y Autonómicas de mayo de 2007, Álvarez-Cascos reapareció públicamente para apoyar a la candidata popular para Madrid, Esperanza Aguirre, y a los candidatos municipales de Galicia. En esa misma campaña, su única intervención en Asturias fue para criticar a los dirigentes regionales del PP a través de un artículo publicado en un diario regional.
En enero de 2008, en plena elaboración de las listas electorales para las generales de marzo, Álvarez-Cascos señaló públicamente su disconformidad con la ruptura de las normas estatutarias del PP que definen el régimen de incompatibilidades.
Ya en la campaña electoral de las elecciones generales de 2008, participó en mítines celebrados en la Comunidad de Madrid para apoyar la candidatura de Mariano Rajoy. Tras su celebración, no obstante, Cascos se mostró muy crítico con la actitud de la dirección de su partido de cara al XVI Congreso.

#### Enmiendas en el XVI Congreso Nacional del PP (2009)
Francisco Álvarez-Cascos participó como compromisario en el Congreso Nacional celebrado en Valencia.
El exsecretario general presentó una enmienda a la ponencia política, en la que se eliminaba la consideración del partido como una formación de centro y pidió que se definiese como una organización inspirada en los principios liberales y del humanismo cristiano. Antiguos compañeros suyos como Mariano Rajoy, Javier Arenas o el PP de Asturias, "contraprogramaron" la enmienda con la reafirmación ideológica del PP como de "centro reformista". Unos días antes de celebrarse el Congreso, Álvarez-Cascos declaró públicamente: 

"Yo mantengo mis enmiendas. Que se preparen para el debate. No pretendo eliminar la referencia al centro reformista, eso no lo discuto. Los que han dicho eso son unos indocumentados que sólo pretenden manipularme. Eso está en el artículo 2 de los estatutos. Y no quiero quitarlo. Sólo quiero corregir una pésima redacción que habla de las Cortes de Cádiz y no se entiende por la definición que se dio en 1990 y nos ha unido durante 20 años. Lo sé porque yo parí esos estatutos".

En declaraciones a los medios informativos, preguntaron a Álvarez-Cascos qué le habría aconsejado a Mariano Rajoy, a lo que respondió: 

"No me lo ha pedido y no se lo he dado. Haría lo mismo que hice en su día cuando Manuel Fraga nos reunió a varias personas y aunque el ejemplo no es exactamente el mismo, sí la filosofía, para preguntarnos quién era entonces el mejor candidato".

#### Reaparición pública en Asturias (2009)

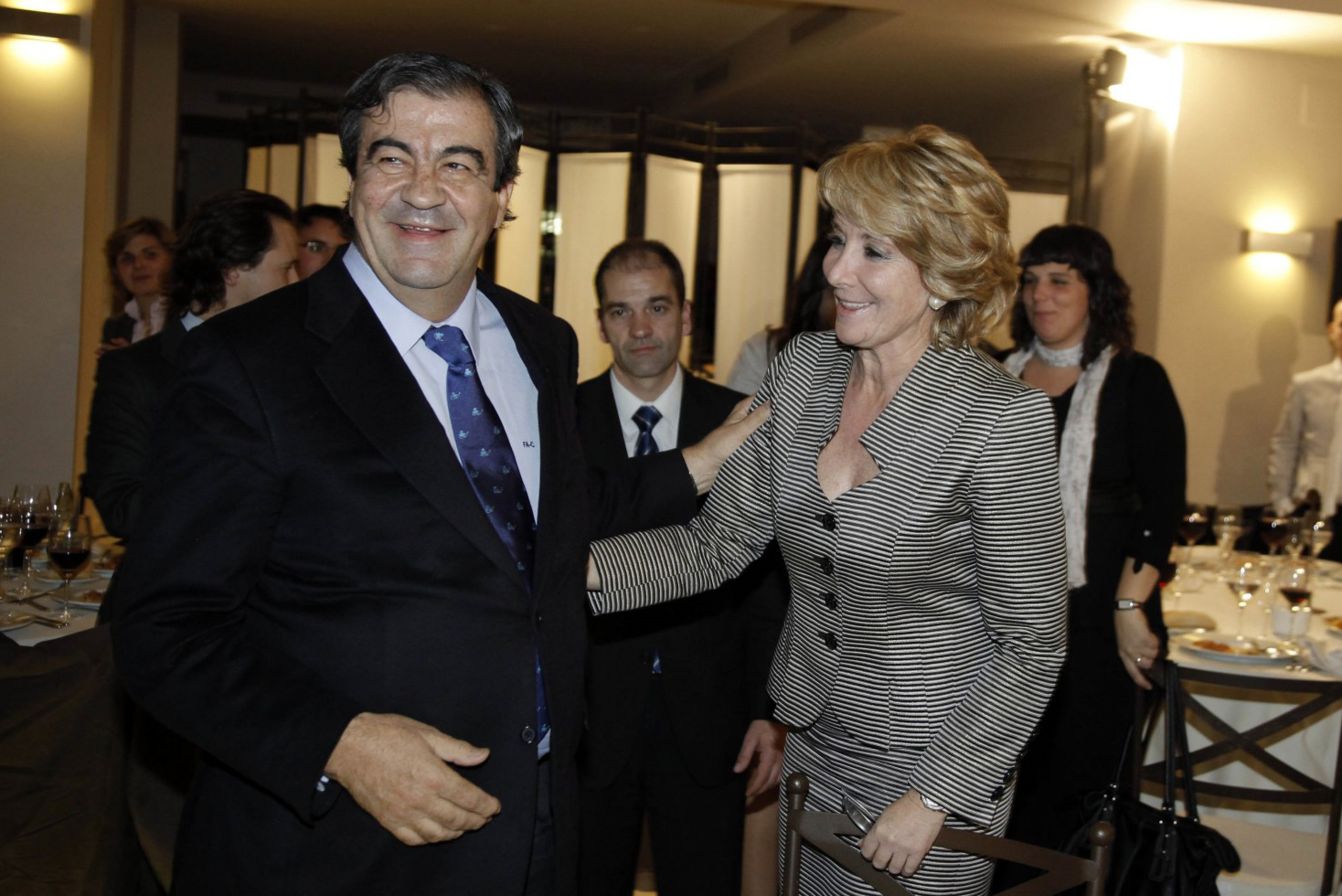
Fotografiado en 2010 junto con Esperanza Aguirre en Collado Villalba.

En 2009 Álvarez-Cascos comienza a reaparecer en la vida política de manera activa. En una entrevista a la revista Época, Álvarez Cascos aseguró a una pregunta sobre su hipotética vuelta a la política que "si me sacan a bailar, acepto". Esto levantó las sospechas de su posible elección como candidato del Partido Popular a la presidencia del Principado de Asturias en las elecciones autonómicas de 2011.
Se le preguntó a la secretaria general del PP, María Dolores de Cospedal, por las informaciones que apuntan a que Álvarez-Cascos podría estar planteándose regresar a la política como candidato a la Presidencia de Asturias, a lo que contestó: 

"No se ha puesto en contacto, al menos que yo sepa, con la dirección del partido para anunciar esta voluntad, si es que es verdad que existe esa voluntad, que yo no conozco".

#### Abandono del Partido Popular (2010)
En noviembre de 2010 Álvarez-Cascos se autoproclamaba candidato en contraposición a la decisión final del Partido Popular, que eligió a Isabel Pérez-Espinosa. Le apoyaron 10 de los 12 alcaldes del PP en Asturias, así como gran parte de las marcas municipales.
Finalmente, el 1 de enero de 2011 comunicó a la dirección nacional del Partido Popular su decisión de abandonar la formación por las "descalificaciones e insultos" de otros militantes y lamentaba que en julio y octubre de 2010 dirigentes del PP de Asturias lo calificaran de "galáctico', "sexagenario" y "terrorista callejero", sin que la dirección y el Comité de Garantías hubieran hecho nada. Días antes, el Comité Electoral Nacional del PP había confirmado como candidata a Isabel Pérez-Espinosa. En su carta de renuncia a Mariano Rajoy señaló:

"Dejo el Partido Popular después de 34 años de militancia ininterrumpida, por razones de dignidad personal. La decisión es firme y las circunstancias que la justifican se conocen sobradamente. En mi última nota manuscrita del 27 de octubre indiqué que, en mi opinión, la política requiere dosis muy elevada de paciencia y flexibilidad, pero el respeto a las normas de educación y de civismo en cualquier organización no son negociables. [...] Todo ello no hubiera sido posible sin el consentimiento expreso, cuando no la complicidad, de la dirección nacional del partido que presides, a quien correspondía de oficio atajar estas conductas y velar por el cumplimiento de los Estatutos en todos los ámbitos de la organización. Más allá de las amarguras inherentes a una decisión tan difícil como dolorosa, siento que mi deber me obliga a dar este paso para hacer las paces con mi propia dignidad personal"

En un comunicado hecho público el mismo día, la dirección del Partido Popular manifestó: 

"lamentar la decisión adoptada por Francisco Álvarez-Cascos de abandonar el partido en el que tan importantes responsabilidades ha desempeñado tanto en la organización como en los gobiernos del PP. El Partido Popular y sus dirigentes siempre han reconocido públicamente las aportaciones que Francisco Álvarez-Cascos ha realizado al Partido Popular desde su fundación. Francisco Álvarez-Cascos siempre tendrá en el Partido Popular su casa".

### Afiliación a Foro Asturias (2011)

Logo de Foro Asturias

El 30 de enero de 2011, Francisco Álvarez-Cascos firma su solicitud de afiliación a Foro Asturias en la localidad asturiana de Luarca. El día 5 de marzo de 2011 tiene lugar el Congreso Constituyente de Foro Asturias en el que Álvarez-Cascos es elegido presidente de la formación con un total de 3035 votos a favor, 19 votos en blanco y 4 votos nulos.
Curiosamente las siglas del partido, FAC, coincidían con sus iniciales.

### Presidente del Principado de Asturias (julio de 2011-2012)
Tras conseguir Foro Asturias 16 de los 45 diputados autonómicos en las elecciones de mayo de 2011, Álvarez-Cascos fue investido presidente únicamente con los apoyos de su grupo, por lo que gobernó en minoría. Sin embargo, la falta de acuerdos entre Foro Asturias y otros partidos con representación en el Parlamento asturiano provocó un desgaste en el Ejecutivo que llevó, en última instancia, a la prórroga de los Presupuestos Generales del Principado para 2011, aprobados por Ley durante el Gobierno socialista. Según Álvarez-Cascos, la política de desgaste a la que fue sometido durante su Presidencia se debió a una "pinza entre PSOE y PP". Bajo esta situación, el día 30 de enero de 2012 comunicó el adelanto de las elecciones a la Junta General del Principado de Asturias al próximo 25 de marzo, coincidiendo con las elecciones andaluzas, tras haber estado seis meses en el Gobierno.

### Elecciones anticipadas y oposición (2012-2015)
En las elecciones del 25 de marzo de 2012, Foro Asturias obtuvo 12 escaños y fue la segunda fuerza política más votada en la región, a pesar de perder parte del respaldo obtenido en las elecciones anteriores. Sin embargo, previo al recuento del voto emigrante, Foro Asturias obtuvo 13 escaños, perdiendo un diputado por la circunscripción occidental a favor del PSOE por 32 votos. Álvarez-Cascos presentó un recurso ante el Tribunal Superior de Justicia del Principado de Asturias para anular el voto emigrante que fue en un primer momento admitido, devolviendo el diputado a Foro Asturias y obligando a la repetición de los comicios en la circunscripción occidental. Sin embargo, la sentencia del TSJA fue anulada por el Tribunal Constitucional, devolviendo en última instancia el diputado al PSOE y cerrando el conflicto por el voto emigrante.
El 23 de mayo de 2012 pasó a liderar la oposición en la IX legislatura (2012-2015) tras resultar elegido presidente del Principado el socialista Javier Fernández con el apoyo de los diputados de Izquierda Unida y UPyD.
El 11 de febrero de 2015, Álvarez-Cascos anuncia que no se presentará como cabeza de lista de Foro a las elecciones a la Junta General de mayo de 2015, y, por tanto, siguiendo los estatutos del partido, dejará de presidir la formación. El 14 de marzo le sucedió como presidenta Cristina Coto. Fue incluido último de manera anecdótica en las listas electorales del partido y no revalidó escaño en las elecciones autonómicas de 2015. Dejó su puesto como diputado regional el 16 de junio de 2015.

### Expulsión de Foro Asturias, baja y actualidad
En junio de 2020 fue expulsado de Foro Asturias, el partido que fundó él mismo, por los presuntos casos de apropiación indebida y administración desleal cuyos gastos rondarían los 1,2 millones de euros. En el año 2025 tanto el Juzgado de Primera Instancia, como el Tribunal Superior de Justicia de Asturias absolvieron a Francisco Álvarez-Cascos.
El 14 de junio de 2021 anuncia oficialmente en Luarca, donde fundó Foro Asturias en el año 2011, su baja del partido al «sentirse traicionado por la dirección de Carmen Moriyón».
En diciembre de 2022 se afilia a Suma Principado, partido liderado por Pedro Leal y conformado por exmiembros de Foro Asturias, que se presentó a las elecciones a la Junta General del Principado de Asturias de 2023 sin obtener ningún escaño.

## Articulista
Desde el 20 de marzo de 2025 colabora como articulista en las páginas de Asturias Liberal, en su propia sección "En Defensa de la Verdad". En esta publicación expone su visión sobre temas de política e infraestructuras del Principado de Asturias, y especialmente de Gijón, realizando una crítica exhaustiva de los proyectos municipales vinculados al Plan de Vías. 

## Polémicas

### Caza
En 2003 participó en una excursión a Rumanía por invitación de un conocido empresario, donde cazó un oso y dos urogallos que después trató de introducir en España de forma ilegal. Ambas especies están protegidas en España, no así en Rumanía.
Según publicó la revista Época, durante su periodo como máximo responsable del Ministerio de Fomento acudió a cacerías valoradas en más de 60.000 euros al año, siempre invitado por empresarios que tenían intereses en las contrataciones de dicho ministerio, lo que provocó que diputados del PSOE (Gerardo Torres) y de Izquierda Unida (Antero Ruiz) le dirigieran preguntas en las Cortes.[cita requerida]

### Violencia de género
En 1997, tras el asesinato de Ana Orantes el entonces vicepresidente calificó el crimen como "un caso aislado obra de un excéntrico".

### Ley del fútbol
Fue el artífice de la Ley 21/1997 conocida como Ley del Fútbol, un decreto ley presentado por procedimiento de urgencia en enero de 1997, recién llegado al poder, que declaraba el fútbol de "interés nacional", lo que perjudicó a la emisora Canal Plus, una de las empresas del Grupo Prisa, que perdía así la exclusiva de la transmisión de partidos por televisión de pago.
Álvarez Cascos fue fundamental en la creación de Vía Digital, una plataforma que compite directamente con este canal y en cuyo beneficio se diseñó la citada ley. El exministro no contestó a los que criticaban la maniobra jurídica acusándoles de "tener prisa".[cita requerida]
La ley fue paralizada en parte por la Unión Europea, y finalmente desestimada en 2003 por sentencia del Tribunal Supremo, que obligó al gobierno a indemnizar a Canal Plus por los daños causados. Vía Digital se demostró inviable, costando a sus accionistas, especialmente al mayoritario, Telefónica, un billón y medio de pesetas.[cita requerida]
Álvarez-Cascos ha enviado repetidamente peticiones de rectificación de informaciones sobre su persona.[cita requerida]

### Proceso judicial de 2013
El 13 de agosto de 2013 fue a declarar a la Audiencia Nacional junto a Javier Arenas, ambos en calidad de testigos, tras las acusaciones de Luis Bárcenas por supuestos cobros en B (sin declarar). El 5 de diciembre del mismo año, el juez Pablo Ruz, instructor de la causa, rechazó procesar tanto a Cascos como a Arenas. En el caso de Cascos, por carecer de competencias para ello al tratarse de un aforado; y en el de Arenas, por considerar que los delitos que se le imputaban, ora habían prescrito, ora no resultaban constitutivos de infracción penal.

### Proceso judicial de 2025
Francisco Álvarez-Cascos en 2025 fue absuelto del delito de apropiación indebida por cargar gastos personales al partido Foro Asturias.